# Nobutaka Taguchi
Nobutaka Taguchi (jap. 田口信教 Taguchi Nobutaka; ur. 18 czerwca 1951 w Saijō) – japoński pływak. Dwukrotny medalista olimpijski z Monachium.
Specjalizował się w stylu klasycznym. Igrzyska w 1972 były jego drugą olimpiadą, debiutował w Meksyku, brał również udział w IO 76. Sięgnął po złoto na 100 m żabką, był trzeci na dwukrotnie dłuższym dystansie. Dwukrotnie bił rekordy świata. Był brązowym medalistą mistrzostw świata w 1973 (100 oraz 200 m żabką) oraz srebrnym dwa lata później (100 m żabką).
W 1987 został przyjęty do International Swimming Hall of Fame.